# KK Igokea
El KK Igokea (Košarkaški klub Igokea - Кошаркашки клуб Игокеа) és un club de bàsquet d'Aleksandrovac, al municipi de Laktaši, a la República Srpska (Bòsnia i Hercegovina). El club juga a la Lliga Adriàtica, a la Lliga de Bòsnia i a la Basketball Champions League.
Es va fundar el 1973 amb el nom de KK Potkozarje. A la segona meitat dels anys 90, el club va canviar el nom a Igokea i a partir del 2000 van arribar els primers trofeus de l'equip absolut.

## Palmarès
- Lliga bosniana
  - Campions (7): 2000-01, 2012-13, 2013-14, 2014-15, 2015-16, 2016-17, 2019-20
  - Finalistes (5): 2007-08, 2008-09, 2010-11, 2011-12, 2017-18
- Copa bosniana
  - Campions (7): 2007, 2013, 2015, 2016, 2017, 2018, 2019